# Казе Маркони (Л'Аквила)
Казе Маркони (итал. Case Marconi) је насеље у Италији у округу Л'Аквила, региону Абруцо.
Према процени из 2011. у насељу је живело 175 становника. Насеље се налази на надморској висини од 371 м.